# Circumdaksha labeculata
Circumdaksha labeculata är en insektsart som först beskrevs av William Lucas Distant 1892.  Circumdaksha labeculata ingår i släktet Circumdaksha och familjen Flatidae. Inga underarter finns listade i Catalogue of Life.